# Kahanisme
 (novembre 2013).

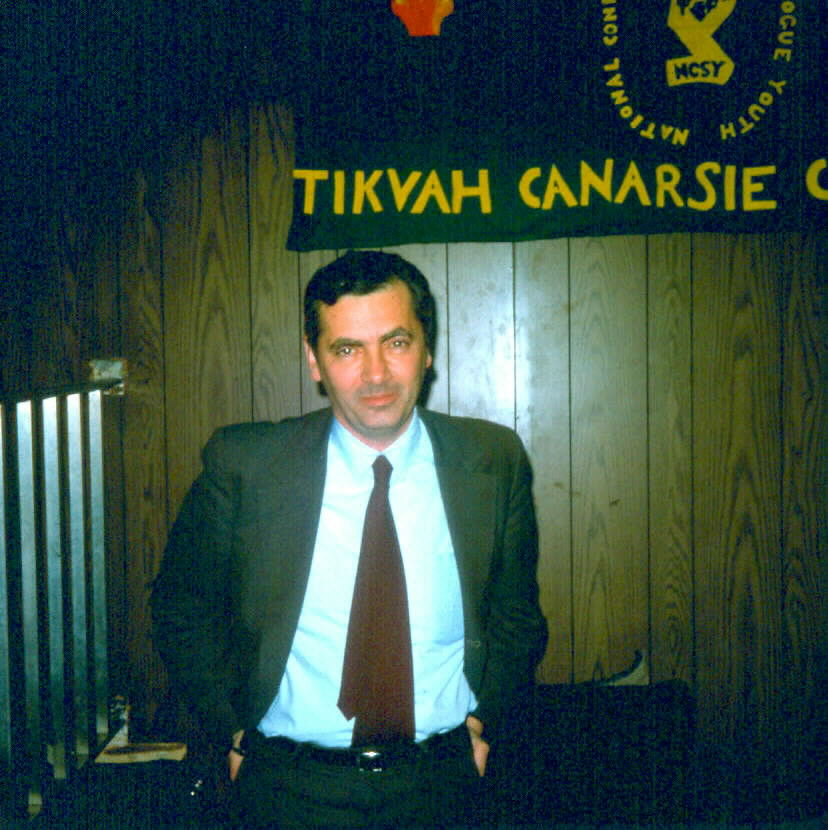
Le rabbin Meir Kahane.

Le kahanisme est une doctrine fasciste issue du sionisme religieux et du néosioniste, développée par le rabbin Meir Kahane, fondateur de la Jewish Defense League et du parti politique Kach et Kahane Chai en Israël. Le parti Kach est considéré comme organisation terroriste et a été interdit dès 1994 par le gouvernement israélien et le département d'État américain.

## Description
Le kahanisme est fondé sur trois points :
- Le Grand Israël :

L'ensemble de Eretz Israël (Israël dans ses frontières bibliques) doit devenir juif, non seulement par un éventuel droit historique des Juifs sur cette terre, mais aussi parce que c'est un « commandement divin ». Kach soutient donc une politique d'implantations juives massives en Cisjordanie (Judée-Samarie) et dans la Bande de Gaza : « It is also the ultimate desecration to G-d's name to surrender the land G-d promised us (C'est l'ultime profanation du Nom de Dieu que d'abandonner la terre que Dieu nous a promise) ».
- Démographie juive :

Les Arabes n'ont aucun droit sur cette terre et doivent la quitter. L'objectif est donc le « transfert » des Arabes (y compris ceux qui ont la nationalité israélienne et qui seraient hostiles) vers les pays arabes, ou vers l'Occident.
- État religieux :

L'État juif doit être fondé sur la loi religieuse, la Halakha : « The court-system would no longer favor secular law before Torah law (le système judiciaire ne favorisera pas plus longtemps la loi laïque par rapport à la loi de la Torah) ».
- Recours possible à la violence :

La violence est pour le kahanisme légitime pour assurer l'unité de la terre d'Israël.
C'est la doctrine des mouvements proches de Kach et Kahane Chai, tels que la Jewish Defense League et Terror Neged Terror (« la terreur contre la terreur »). Le kahanisme est considéré comme le mouvement le plus à droite sur l'échiquier politique sioniste et donc proche du néosionisme[réf. nécessaire].

## Interdiction et actions judiciaires
Depuis 1985, le gouvernement israélien a interdit tout parti politique épousant le kahanisme, considéré comme « raciste ». Depuis 1988, le parti Kach n'a plus le droit de se présenter aux législatives (pour la Knesset). De plus, les mouvements créés à la suite de l'assassinat de Kahane en 1990 ont été désignés comme organisations terroristes illégales en 1994 et par la suite dissous. Le kahanisme continue toutefois d'exister à travers d'autres mouvements (voir ci-dessous).

## Groupes kahanistes
- Kach et Kahane Chai
- Jewish Defense League (Ligue de défense juive en France)
- Terror Neged Terror
- Lehava, mené par Ben-Zion Gopstein depuis 2015

## Activités terroristes
- En 1982, Yoel Lerner tenta de faire exploser le Dôme du Rocher dans le but d'y reconstruire le Temple de Jérusalem. Il fut condamné à deux ans et demi de prison[2].
- En 1994, Baruch Goldstein, soutien du Kach, tua 29 musulmans et en blessa 150 à Hébron lors d'une des attaques connue sous le nom de massacre du Tombeau des Patriarches.
- En 2005, Eden Natan-Zada, un soldat de l'IDF, attaqua un bus dans la ville de Shfaram et tua 4 arabes israéliens. Natan-Zada avait récemment déménagé dans la colonie ultra-orthodoxe de Tapuah en grande majorité soutien du kahanisme[3].